# Brangues
Brangues är en kommun i departementet Isère i regionen Auvergne-Rhône-Alpes i sydöstra Frankrike. Kommunen ligger i kantonen Morestel som tillhör arrondissementet La Tour-du-Pin. År 2022 hade Brangues 620 invånare.

## Befolkningsutveckling
Antalet invånare i kommunen Brangues
Referens:INSEE